# Martin Kossmann
Martin Kossmann es un profesor universitario neerlandés, nacido el 5 de febrero de 1966 en Zuidlaren, en el Reino de los Países Bajos, el doctor Kossmann es un lingüista especializado en lenguas bereberes.

## Biografía
Maarten Kossmann, fue un estudiante en Leiden, pasó el año académico 1988-1989 en Aix-en-Provence con una beca del Programa Erasmus. En 1994 obtuvo su doctorado en la Universidad de Leiden. Desde el 1 de abril de 2017, es profesor de estudios bereberes, en la Universidad de Leiden, en los Países Bajos. El doctor Kossmann es una eminencia en el campo de las lenguas bereberes.

### Libros
- Maartin Kosmann (1997).  Société D'études Linguistiques Et Anthropologiques De France, ed. Grammaire du Parler Berbère de Figuig (Maroc oriental) (en francés). ISBN 978-9068318753.

- Martin Kosmann, Abdelkader Bezzazi (1997). Berber sprookjes uit Noord-Marokko (en neerlandés). Ámsterdam, Países Bajos. EAN 9789054600183.

- Martin Kosmann (1999). Essai sur la phonologie historique du proto-berbère (en francés). ISBN 3-89645-035-2.

- Martin Kosmann (2000).  Academia Scientiarum Fennica, ed. A Study of Eastern Moroccan Fairy Tales (en inglés). ISBN 978-9514108815.

- Martin Kosmann (2000). Esquisse grammaticale du rifain oriental (en francés). Peeters Publishers. ISBN 978-9042908925.

- Martin Koosman (2004). De menseneetster: Berber sprookjes uit de Rif (en neerlandés). 9789054600664 EAN.

- Martin Koosman (2005).  Harry Stroomer, ed. Berber loanwords in Hausa. Berber Studies (en inglés). Volumen 12. ISBN 978-3-89645-391-4.

- Martin Koosman (2011).  Harry Stroomer, ed. A Grammar of Ayer Tuareg (Niger) (en inglés). Ruediger Koeppe Verlag. ISBN 978-3896459305.

- Martin Koosman (2013). A grammatical sketch of Ghadames Berber (Libya). Berber Studies (en inglés). Volumen 40. Colonia: Rüdiger Köppe Verlag. ISBN 978-3896459404.

- Martin Koosman (2013). The Arabic Influence on Northern Berber. Studies in Semitic Languages and Linguistics (en inglés). Volumen 67. Brill. ISBN 978-90-04-25308-7.

### Artículos
- Martin Kosmann y Dirk Boutkan (1999). «Some Berber parallels of European substratum words». Journal of Indo-European Studies (en inglés). Volumen 27 (Números 1 y 2): Páginas 87-100. ISSN 0092-2323.

- Martin Kosmann (2010). «Parallel System Borrowing: Parallel morphological systems due to the borrowing of paradigms». Diachronica: International Journal for Historical Linguistics (en inglés) (John Benjamins Publishing Company). Volumen 27 (número 3): páginas 459-488. ISSN 0176-4225.

- Martin Kosmann (2017). «Key and the use of Moroccan function words in Dutch internet discourse». Nederlandse Taalkunde (en inglés). Volumen 22 (Número 2): páginas 223-248. ISSN 1384-5845.